# Иринарховский крестный ход

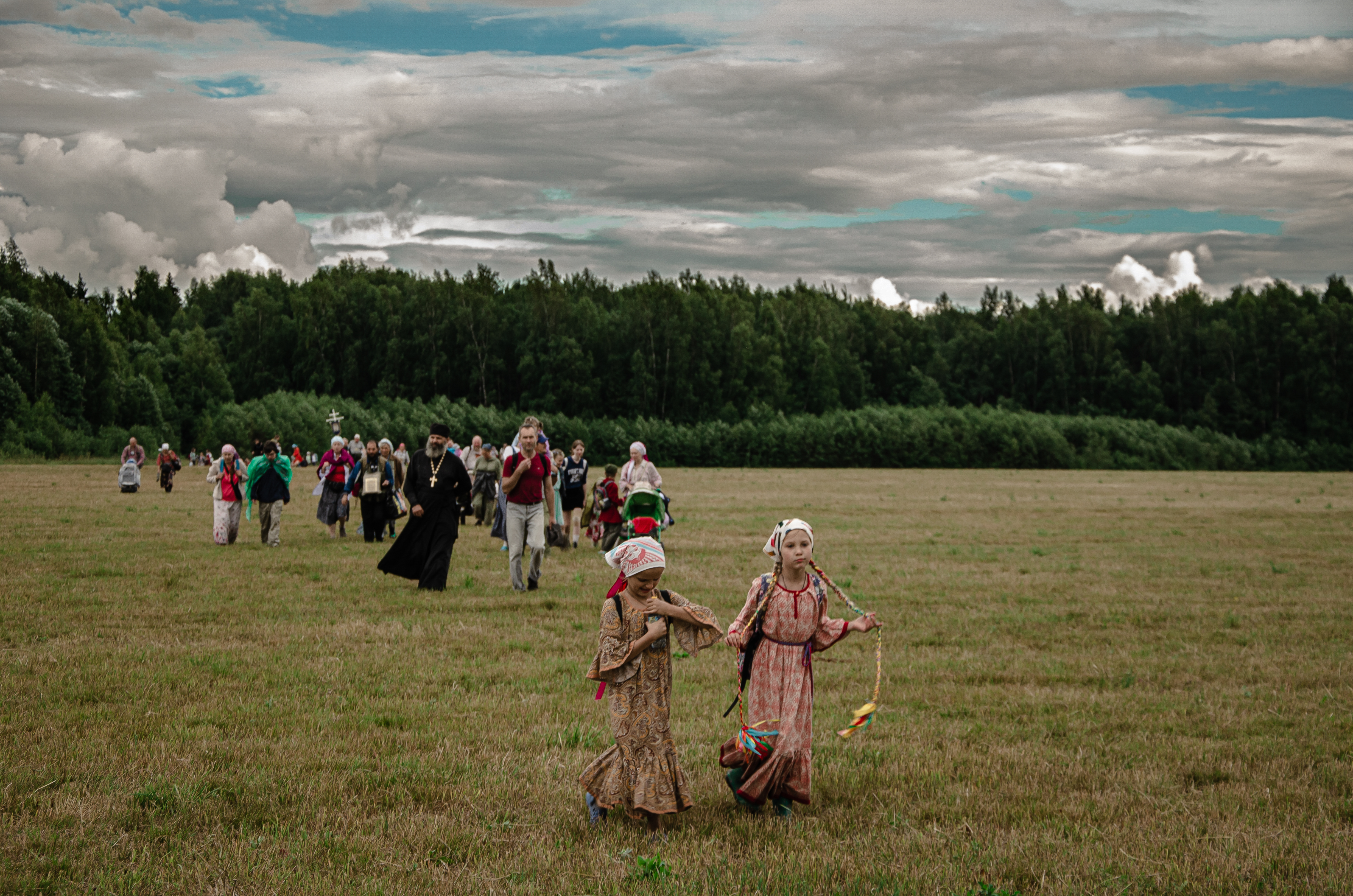
Иринарховский крестный ход в 2022 году

Иринарховский крестный ход — пеший крестный ход, ежегодно совершаемый в память о преподобном Иринархе Затворнике во второй половине июля, перед празднованием дня Илии Пророка, в честь которого святой был крещён. Маршрут шествия пролегает по Ярославской области от стен Борисоглебского монастыря до села Кондаково, места рождения преподобного, и составляет около 60 км. 
Крестный ход длится несколько дней, год от года маршрут и расстояние незначительно меняются. В шествии участвуют полторы-две тысячи человек.

## История крестного хода
Почитание преподобного Иринарха Ростовского, тридцать лет проведшего в веригах в затворничестве в Борисоглебском монастыре на Устье, началось вскоре после его кончины в 1616 году. Со 2-й половины XVII века установилась традиция ежегодного крестного хода с иконой преподобного вокруг стен обители в день празднования его памяти. Несколько раз в году совершались крестные ходы в окрестные сёла, в том числе летнее шествие из монастыря в село Кондаково, где родился святой.
В 1873 году архиепископ Ярославский и Ростовский Нил (Исакович) постановил проводить каждое лето крестный ход с иконой преподобного Иринарха от Борисоглебского монастыря «в селения Ростовского и Угличского уезда — Кондаково, Давыдово, Ивановское-на-Лехте, Андреевское, Рождествено, Глинку». Крестный ход длился неделю, в нём участвовало около тысячи человек со всех концов России, в том числе люди, «известные в государстве». По пути к шествию присоединялись жители населённых пунктов, лежавших на его маршруте.
Близ села Кондаково крестный ход останавливался на молебен у святого источника — колодца, по преданию вырытого в лесном овраге самим преподобным ещё до ухода в монастырь. Над источником была поставлена часовня, последний раз перестраивавшаяся в 1916 году.
Сохранились упоминания о совершении крестных ходов с иконой преподобного Иринарха по окрестным сёлам даже после революции, в 1918 году, для чего монастырём выделялось несколько насельников и подвода, на которую устанавливали икону. Эта традиция была прервана с закрытием обители в 1924 году. Источник на родине святого был завален землёй и камнями, часовня над ним — снесена.

### Возрождение крестного хода
В 1997 году, через три года после возобновления монашеской жизни Борисоглебской обители, стараниями её игумена, иеромонаха Иоанна (Титова), был совершён первый после многолетнего перерыва крестный ход из монастыря к восстановленному святому источнику в Кондаково. В этом шествии, занявшем один день, принимало участие около ста человек, проделавших часть пути на автобусах.
С 1998 года по благословению архиепископа Ярославского и Ростовского Михея (Хархарова) была возрождена традиция пеших крестных ходов. Вначале они совершались за два дня, с 2001 года — за три, с 2004 — за четыре, а с 2008 стали совершаться за пять дней.
Обычно крестный ход в третью неделю июля выступает из Борисоглебского монастыря и в течение пяти дней проходит около 60 км по Ярославской области, делая остановки в сёлах Ильинское, Ивановское, Георгиевское, Зубарево, Кондаково. Во главе шествия несут икону преподобного Иринарха, установленную на носилки. Во встречающихся на пути храмах, в том числе в разрушенных и заброшенных, совершаются молебны. На ночь участники шествия разбивают палаточный лагерь. Заканчивается крестный ход у святого источника.
Некоторые участники крестного хода проходят путь, по очереди неся на себе сохранившиеся «полиелейные» или «праздничные» железные вериги преподобного. Их обнаружил в результате поисков игумен Иоанн в Угличском историко-художественном музее в 1999 году. В музее вериги оказались после изъятия имущества закрытой в 1965 году в селе Губачево церкви, а в Губачево они были переданы из церкви, ранее закрытой в Кондаково. Игумен Иоанн стал первым, кто надел на себя вериги преподобного во время прохождения крестного хода.
Ежегодно в крестном ходе принимает участие около двух тысяч человек, в том числе паломники, прибывшие из других областей России. В одежде многих участников присутствуют предметы русского народного костюма, у мужчин — косоворотки, у женщины — сарафаны.
Местные жители встречают крестный ход угощением, для них это один из главных праздников в году, к которому готовятся заранее. Перед населёнными пунктами на пути шествия устанавливаются поклонные кресты, сейчас их насчитывается более тридцати.